# Jerry Belson
Jerry Belson (8 de julio de 1938 - 10 de octubre de 2006) fue un escritor, director y productor estadounidense de películas de Hollywood durante más de 40 años. Colaborando con figuras como Steve Allen y Garry Marshall, Belson ganó reconocimiento por su trabajo en varios programas de televisión, incluido The Dick Van Dyke Show y su cocreación de la popular comedia The Odd Couple. Demostró su versatilidad incursionando en el cine, coescribiendo guiones y dirigiendo películas. El impacto de Belson en la comedia y su capacidad para crear personajes perdurables y narrativas identificables dejaron un legado duradero en la industria del entretenimiento.

## Carrera
Los créditos de escritura de Belson incluyen las películas de Steven Spielberg Always y Close Encounters of the Third Kind ; varios episodios de The Dick Van Dyke Show; Gomer Pyle, U.S.M.C.; y I Spy. A principios de la década de 1960, al mismo tiempo que contribuía con guiones para comedias televisivas con su entonces socio escritor Garry Marshall, Belson contribuyó con historias para Gold Key Comics. También ayudó a producir The Drew Carey Show, The Norm Show y The Tracey Ullman Show.
En el documental de TV Land de 2006 The 100 Greatest TV Quotes and Catchphrases, Lowell Ganz le atribuye a Belson el mérito de incluir en el guion del episodio de la temporada 3 de Odd Couple "My Strife in Court" (emitido originalmente el viernes 16 de febrero de 1973) el eslogan "Nunca ASUMES, porque cuando ASUMES, haces un BURRO de TI y de MÍ". Ganz señaló que Belson lo había escuchado usado años atrás por un profesor en una clase de reparación de máquinas de escribir.
Ganó tres premios Emmy: dos por The Tracey Ullman Show en 1989 y 1990, y uno por Tracey Takes On... en 1997.

## Muerte
Belson falleció de cáncer el 10 de octubre de 2006 en su residencia de Los Ángeles. Su hermana, la guionista Monica Johnson, murió el 1 de noviembre de 2010.

## Créditos

### Televisión
- The Dick Van Dyke Show (1961–1966)
- Bob Hope Presents The Chrysler Theater (1964)
- Gomer Pyle, U.S.M.C. (1964–1969)
- I Spy (1965–1968)
- Hey Landlord! (1966–1967)
- Love, American Style (1969–1974)
- Barefoot in the Park (1970)
- The Odd Couple (1970–1975)
- Evil Roy Slade (1972)
- Mixed Nuts (piloto) (con Michael J. Leeson) (1977)
- Young Guy Christian (piloto) (con Michael J. Leeson) (1979)
- The Tracey Ullman Show (1987–1990)
- Tracey Takes On... (1996–1999)
- The Drew Carey Show (consultor de producción) (1995–2004)
- The Norm Show (consultor de producción) (1999–2001)

### Películas
- How Sweet It Is! (1968) (con Garry Marshall)
- The Grasshopper (1970)
- Smile (1975)
- Fun with Dick and Jane (con David Giler and Mordecai Richler) (1977)
- Close Encounters of the Third Kind (1977) (sin acreditar)
- The End (1978)
- Smokey and the Bandit II (con Brock Yates) (1980)
- Student Bodies (1981) (productor ejecutivo)
- Jekyll and Hyde... Together Again (con Monica Johnson, Harvey Miller y Michael J. Leeson) (1982)
- Surrender (1987)
- Always (1989)

### Teatro
- The Roast (1980, con Garry Marshall)
- Smile (1986, adaptado del guion)